# ایستگاه راه‌آهن هفت‌تپه
ایستگاه راه‌آهن هفت‌تپه یک روستا در ایران است که در دهستان حسین‌آباد واقع شده‌است. ایستگاه راه‌آهن هفت‌تپه ۱۹۰ نفر جمعیت دارد.